# SDKMAN
SDKMAN是一款管理SDK版本的工具，可以用于大多数基于Uinx的系统。它提供了命令行以及API，功能有：安装、移除、列举候选版本。

## 实例
在官网可见，SDKMAN提供了不同厂商维护平台的JDK，并提供了对应的安装方式。如：AdoptOpenJDK 
```
$
 
sdk
 
install
 
java
 
x.y.z-adpt

```

SDKMAN提供了许多SDK的安装方式，如：Maven、Kotlin、Groovy、Spring Boot等等，但是仍有很多SDK没有提供下载方式。